# Tamayomi
Tamayomi (球詠?) è un manga scritto e disegnato da Mountain Pukuichi, serializzato sulla rivista Manga Time Kirara Forward di Hōbunsha da aprile 2016. Un adattamento anime, prodotto da Studio A-Cat, è stato trasmesso in Giappone tra aprile e luglio 2020.

## Personaggi
Yomi Takeda (武田 詠深?, Takeda Yomi)
Doppiata da: Kaori Maeda
Tamaki Yamazaki (山崎 珠姫?, Yamazaki Tamaki)
Doppiata da: Satomi Amano
Nozomi Nakamura (中村 希?, Nakamura Nozomi)
Doppiata da: Ruriko Noguchi
Sumire Fujita (藤田 菫?, Fujita Sumire)
Doppiata da: Marie Hashimoto
Risa Fujiwara (藤原 理沙?, Fujiwara Risa)
Doppiata da: Airi Eino
Ryō Kawasaki (川﨑 稜?, Kawasaki Ryō)
Doppiata da: Rina Kitagawa
Ibuki Kawaguchi (川口 息吹?, Kawaguchi Ibuki)
Doppiata da: Miyu Tomita
Rei Okada (岡田 怜?, Okada Rei)
Doppiata da: Yume Miyamoto
Shiragiku Ōmura (大村 白菊?, Ōmura Shiragiku)
Doppiata da: Rina Hon'izumi
Yoshino Kawaguchi (川口 芳乃?, Kawaguchi Yoshino)
Doppiata da: Nao Shiraki
Kyōka Fujii (藤井 杏夏?, Fujii Kyōka)
Doppiata da: Haruka Yoshimura

## Media

### Manga
La serie è scritta e disegnata da Mountain Pukuichi. La serializzazione è iniziata sulla rivista Manga Time Kirara Forward di Hōbunsha il 23 aprile 2016. Il primo volume tankōbon è stato pubblicato l'11 novembre 2016 e al 12 giugno 2020 ne sono stati messi in vendita in tutto otto.

#### Volumi
| Nº | Data di prima pubblicazione | Data di prima pubblicazione | Data di prima pubblicazione |
| Nº | Giapponese                  | Giapponese                  |                             |
| -- | --------------------------- | --------------------------- | --------------------------- |
| 1  | 11 novembre 2016            | ISBN 978-4-8322-4767-3      |                             |
| 2  | 12 giugno 2017              | ISBN 978-4-8322-4844-1      |                             |
| 3  | 11 gennaio 2018             | ISBN 978-4-8322-4908-0      |                             |
| 4  | 12 luglio 2018              | ISBN 978-4-8322-4960-8      |                             |
| 5  | 12 marzo 2019               | ISBN 978-4-8322-7075-6      |                             |
| 6  | 12 settembre 2019           | ISBN 978-4-8322-7117-3      |                             |
| 7  | 10 aprile 2020              | ISBN 978-4-8322-7184-5      |                             |
| 8  | 12 giugno 2020              | ISBN 978-4-8322-7196-8      |                             |

### Anime

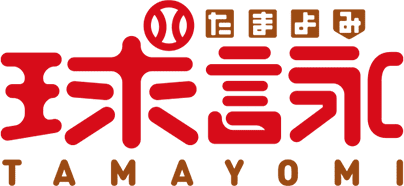
Logo della serie

Annunciato il 24 giugno 2019 su Manga Time Kirara Forward, un adattamento anime, realizzato da Studio A-Cat e diretto da Toshinori Fukushima, è stato trasmesso in Giappone tra il 1º aprile e il 17 luglio 2020. La composizione della serie è stata affidata a Tōko Machida, mentre la colonna sonora è stata prodotta da VisualArt's. Le sigle di apertura e chiusura sono rispettivamente Never Let You Go! di Naho e Plus minus zero no hōsoku (プラスマイナスゼロの法則?, Purasu mainasu zero no hōsoku), interpretata dalle doppiatrici della squadra di baseball Shin Koshigaya. In America del Nord la serie è stata trasmessa in inglese in simulcast da Funimation.

#### Episodi
| Nº | Giapponese 「Kanji」 - Rōmaji                             | In onda        | In onda |
| Nº | Giapponese 「Kanji」 - Rōmaji                             | Giapponese     |         |
| 1  | 「運命の再会」 - Unmei no saikai                          | 1º aprile 2020 |         |
| 2  | 「一緒に野球やりましょう」 - Issho ni yakyū yarimashō     | 8 aprile 2020  |         |
| 3  | 「私を連れていってよ」 - Watashi o tsurete itte yo        | 15 aprile 2020 |         |
| 4  | 「約束のあの球」 - Yakusoku no ano tama                   | 22 aprile 2020 |         |
| 5  | 「ススメ!!泥沼連敗街道」 - Susume!! Doronuma renpai kaidō | 29 aprile 2020 |         |
| 6  | 「希望を胸に……」 - Kibō o mune ni…                        | 6 maggio 2020  |         |
| 7  | 「雨上がりの夜空に」 - Ameagari no yozora ni              | 13 maggio 2020 |         |
| 8  | 「ゼロから」 - Zero kara                                  | 20 maggio 2020 |         |
| 9  | 「流れの作り方」 - Nagare no tsukurikata                  | 27 maggio 2020 |         |
| 10 | 「見せつけてやろう」 - Misetsukete yarō                   | 3 giugno 2020  |         |
| 11 | 「これが全国レベル」 - Kore ga zenkoku reberu             | 10 giugno 2020 |         |
| 12 | 「悔いなく投げよう」 - Kuinaku nageyō                     | 17 giugno 2020 |         |